# Rafhael Lucas
Rafhael Lucas Olivera da Silva conocido simplemente como Rafhael Lucas  (Coritiba, Brasil; 30 de noviembre de 1992) es un futbolista brasileño que juega de delantero en el Athletic Club (MG).

## Clubes
| Club                | País     | Año         |
| ------------------- | -------- | ----------- |
| Coritiba            | Brasil   | 2011        |
| São Carlos          | Brasil   | 2012        |
| Arapongas           | Brasil   | 2012        |
| Coritiba            | Brasil   | 2013 - 2014 |
| Atlético Sorocaba   | Brasil   | 2014        |
| Coritiba            | Brasil   | 2015        |
| Goiás               | Brasil   | 2016        |
| Fortaleza           | Brasil   | 2016        |
| Mirassol            | Brasil   | 2017        |
| Paraná              | Brasil   | 2017        |
| Inter de Lages      | Brasil   | 2018        |
| Jaguares de Córdoba | Colombia | 2018 - 2019 |
| Cascabel            | Brasil   | 2020        |
| AA Anapolina        | Brasil   | 2020        |
| Santo André         | Brasil   | 2020        |
| Villa Nova          | Brasil   | 2020        |
| Coimbra             | Brasil   | 2021        |
| Manaus              | Brasil   | 2021        |
| Athletic Club (MG)  | Brasil   | 2022        |
| Volta Redonda       | Brasil   | 2022        |

## Palmarés
- Campeonato Paranaense (2013)
- Campeonato Goiano (2016)